# Grand Prix Monako 1974
Grand Prix Monako 1974 (oryg. Grand Prix Automobile de Monaco) – szósta runda Mistrzostw Świata Formuły 1 w sezonie 1974, która odbyła się 26 maja 1974, po raz 21. na torze Circuit de Monaco.
32. Grand Prix Monako, 21. zaliczane do Mistrzostw Świata Formuły 1.

## Klasyfikacja
| Legenda oznaczeń w tabelach wyników Wyświetl szablon na nowej stronie | Legenda oznaczeń w tabelach wyników Wyświetl szablon na nowej stronie                                                                     |
| Oznaczenie                                                            | Wyjaśnienie |
| --------------------------------------------------------------------- | --- |
| Złoty                                                                 | Zwycięzca lub mistrzostwo |
| Srebrny                                                               | 2. miejsce lub wicemistrzostwo |
| Brązowy                                                               | 3. miejsce lub II wicemistrzostwo |
| Zielony                                                               | Ukończył, punktował (w klasyfikacji generalnej, gdy zdobył co najmniej jeden punkt na przestrzeni sezonu, poza trzema powyższymi opcjami) |
| Niebieski                                                             | Ukończył, nie punktował (w klasyfikacji generalnej, gdy nie zdobył co najmniej jednego punktu na przestrzeni sezonu)                      |
| Czerwony                                                              | Nie zakwalifikował się (NZ) |
| Czerwony                                                              | Nie prekwalifikował się (NPK) |
| Różowy                                                                | Nie ukończył (NU) |
| Różowy                                                                | Niesklasyfikowany (NS) (w klasyfikacji generalnej, gdy nie został sklasyfikowany w żadnym wyścigu sezonu)                                 |
| Czarny                                                                | Zdyskwalifikowany (DK) |
| Czarny                                                                | Wykluczony (WYK/EX) |
| Biały                                                                 | Nie wystartował (NW) |
| Biały                                                                 | Kontuzjowany (K/INJ) |
| Biały                                                                 | Wyścig odwołany (OD/C) |
| Bez koloru                                                            | Został wycofany (WYC/WD) |
| Bez koloru                                                            | Nie przybył (NP/DNA) |
| Bez koloru                                                            | Nie brał udziału w treningach (NT/DNP) |
| Bez koloru                                                            | Nie został zgłoszony (–) |
| Pogrubienie                                                           | Start z pole position |
| Kursywa                                                               | Najszybsze okrążenie wyścigu |
| †                                                                     | Nie ukończył, ale jego rezultat został zaliczony ze względu na przejechanie więcej niż 90% dystansu wyścigu.                              |
| *                                                                     | Sezon w trakcie |
| 1/2/3                                                                 | Punktowana pozycja w sprincie kwalifikacyjnym                                                                                             |
| Lista systemów punktacji Formuły 1                                    | |

| Pos | No | Kierowca             | Konstruktor       | Okrążeń | Czas/powód NU   | Poz. Start. | Punktów |
| --- | -- | -------------------- | ----------------- | ------- | --------------- | ----------- | ------- |
| 1   | 1  | Ronnie Peterson      | Lotus-Ford        | 78      | 1:58:03.7       | 3           | 9       |
| 2   | 3  | Jody Scheckter       | Tyrrell-Ford      | 78      | + 28.8          | 5           | 6       |
| 3   | 17 | Jean-Pierre Jarier   | Shadow-Ford       | 78      | + 48.9          | 6           | 4       |
| 4   | 11 | Clay Regazzoni       | Ferrari           | 78      | + 1:03.1        | 2           | 3       |
| 5   | 5  | Emerson Fittipaldi   | McLaren-Ford      | 77      | + 1 okrążenie   | 13          | 2       |
| 6   | 28 | John Watson          | Brabham-Ford      | 77      | + 1 okrążenie   | 23          | 1       |
| 7   | 26 | Graham Hill          | Lola-Ford         | 76      | + 2 Okrążeń     | 21          |         |
| 8   | 27 | Guy Edwards          | Lola-Ford         | 75      | + 3 Okrążeń     | 26          |         |
| 9   | 4  | Patrick Depailler    | Tyrrell-Ford      | 74      | + 4 Okrążeń     | 4           |         |
| NU  | 15 | Henri Pescarolo      | BRM               | 62      | Skrz. biegów    | 27          |         |
| NU  | 2  | Jacky Ickx           | Lotus-Ford        | 34      | Silnik          | 19          |         |
| NU  | 12 | Niki Lauda           | Ferrari           | 32      | Zapłon          | 1           |         |
| NU  | 24 | James Hunt           | Hesketh-Ford      | 27      | Wał prz. napędu | 7           |         |
| NU  | 33 | Mike Hailwood        | McLaren-Ford      | 11      | Wypadek         | 10          |         |
| NU  | 7  | Carlos Reutemann     | Brabham-Ford      | 5       | Zawieszenie     | 8           |         |
| NU  | 37 | François Migault     | BRM               | 4       | Wypadek         | 22          |         |
| NU  | 22 | Vern Schuppan        | Ensign-Ford       | 4       | Wypadek         | 25          |         |
| NU  | 9  | Hans Joachim Stuck   | March-Ford        | 3       | Kolizja         | 9           |         |
| NU  | 14 | Jean-Pierre Beltoise | BRM               | 0       | Kolizja         | 11          |         |
| NU  | 6  | Denny Hulme          | McLaren-Ford      | 0       | Kolizja         | 12          |         |
| NU  | 20 | Arturo Merzario      | Iso Marlboro-Ford | 0       | Kolizja         | 14          |         |
| NU  | 10 | Vittorio Brambilla   | March-Ford        | 0       | Kolizja         | 15          |         |
| NU  | 16 | Brian Redman         | Shadow-Ford       | 0       | Kolizja         | 16          |         |
| NU  | 18 | Carlos Pace          | Surtees-Ford      | 0       | Kolizja         | 18          |         |
| NU  | 23 | Tim Schenken         | Trojan-Ford       | 0       | Kolizja         | 24          |         |
| NZ  | 8  | Rikky von Opel       | Brabham-Ford      |         |                 |             |         |